# Stille Mürz
Stille Mürz är ett vattendrag i Österrike.   Det ligger i förbundslandet Niederösterreich, i den östra delen av landet, 80 km sydväst om huvudstaden Wien.
I omgivningarna runt Stille Mürz växer i huvudsak blandskog. Runt Stille Mürz är det ganska glesbefolkat, med 48 invånare per kvadratkilometer.